# Batrachostomus affinis
El podargo de Blyth (Batrachostomus affinis) es una especie de ave caprimulgiforme perteneciente a la familia Podargidae.
Se la encuentra en Brunéi, Camboya, Indonesia, Laos, Malasia, Birmania, Tailandia, y Vietnam.
Su hábitat natural son los bosques bajos húmedos tropicales.